# Boyd Raeburn
Boyd Albert Raeburn (Faith (South Dakota), 27 oktober 1913 - Lafayette (Louisiana), 2 augustus 1966) was een Amerikaanse jazzsaxofonist en orkestleider.

## Biografie
Nadat hij al tijdens de jaren 1930 dansbands had geleid (waaronder een college-orkest aan de University of Chicago, waar hij ook had gestudeerd, dat ook had opgetreden tijdens de Wereldtentoonstelling in 1933), waarmee hij overwegend had opgetreden in het midwesten, besloot hij begin jaren 1940 om een jazz-bigband te formeren en liet hij in 1942 een repertoire schrijven door Marge Gibson. De radio-uitzendingen van zijn optredens in het Chez Paree in Chicago maakten zijn band snel populair. Vanaf 1944 leidde Raeburn een bigband, die dankzij nieuwe en geavanceerde arrangementen van George Handy (die ook piano speelde) door deels avantgardische disharmonie werden overtroffen (b.v. in Boyd meets Strawinsky), net als de gelijktijdig actieve bands van Woody Herman en Stan Kenton.
Met zijn nieuwe band had Raeburn een verbintenis in het New Yorkse Lincoln Hotel. In zijn band speelden onder andere Dodo Marmarosa, Oscar Pettiford, Shelly Manne, Budd Johnson, Serge Chaloff, Johnny Mandel, Roy Eldridge, Trummy Young, Sonny Berman, Al Cohn, Britt Woodman, Harry Klee en een keer zelfs Dizzy Gillespie (in januari 1945 tijdens een wekelijks gastspel in het Apollo in Harlem). De band speelde als eerste überhaupt diens klassieker A Night in Tunisia. Voor een deels dissonante achtergrond zongen Ginny Powell (zijn latere echtgenote), June Christy (als Sharon Leslie), Don en Johnny Darcy en David Allen. Overigens was de band meer Count Basie-georiënteerd.
In juli 1945 verhuisde Raeburn met zijn bigband naar de westkust, omdat ze in New York wel werden uitgezonden op de radio, maar geen platencontract kregen. In 1946 had ze met Franse hoorn, harp en dubbele houtblazers-bezetting een cooljazz-uitlijning. Leden waren in dit jaar onder andere Lucky Thompson, Buddy DeFranco, Marmarosa, Ray Linn en Pete Candoli. In 1947 arrangeerde Johnny Richards voor de band, wiens inbreng tot de jazzgeschiedenis echter ook in het zelfde jaar eindigde. De tijd voor de concertjazz was nog niet rijp en ze werden weer een gewone dansband (b.v. in 1956-1957 opnamen voor Columbia Records). De periode 1946/1947 is echter b.v. gedocumenteerd bij Savoy Records. Omdat hij niet meer kon evenaren aan zijn oude successen, verliet hij uiteindelijk begin jaren 1950 de muziekbusiness en verhuisde hij tijdelijk naar de Bahama's. Eind jaren 1950 probeerde hij zonder succes een dansband te leiden. 

## Overlijden
Boyd Raeburn overleed in augustus 1966 op 52-jarige leeftijd aan de gevolgen van een hartinfarct. Zijn zoon Bruce Raeburn leidt het gerenommeerde Hogan Jazz Archive in New Orleans.
- Biblioteca Nacional de España: XX1023685
- Bibliothèque nationale de France: cb139485546 (data)
- Gemeinsame Normdatei: 134962354
- International Standard Name Identifier: 0000 0000 5920 6186
- Library of Congress Control Number: n81146970
- MusicBrainz: 33ab82ac-a8f0-4e92-ae7f-7d2cec324cfb
- Nationale Bibliotheek van Tsjechië: ola20021029
- Nationale Bibliotheek van Israël: 987007407600805171
- Nationale Bibliotheek van Polen: a0000003512531
- Istituto Centrale per il Catalogo Unico: LO1V271627
- SNAC: w6r515zc
- Système universitaire de documentation: 198071450
- Virtual International Authority File: 44490512
- WorldCat: E39PBJycH3WkgWgRYKvXbKPCwC